# 红白埃森足球俱乐部
紅白埃森足球俱樂部（Rot-Weiss Essen）是德国职业足球俱乐部，球队位于北莱茵-威斯特法伦州的埃森，球队现參加德國足球丙級聯賽。
球队曾在1953年赢得德国杯冠军，在1955年赢得德国足球锦标赛冠军，后者的成功使他们有资格参加欧洲冠军联赛的创始赛季。

## 球队琐事
- 1956年，球队当时的主场乔治·梅尔奇斯球场（英语：Georg-Melches-Stadion）成为西德首个使用泛光灯照明设施的球场。

- 2005年11月，球王贝利成为俱乐部的荣誉成员（成员编号23101940）。

- 2012年8月，球队开始启用埃森体育场（英语：Stadion an der Hafenstraße）作为主场。